# Duane Cousins
Duane Cousins, född 13 juli 1973, är en australisk friidrottare. Han deltog vid olympiska sommarspelen 1996 och olympiska sommarspelen 2000.